# Mascha Corman
Mascha Corman (* 1988 in Düsseldorf) ist eine deutsche Jazzsängerin und Komponistin.

## Leben und Wirken
Corman studierte nach ihrem Abitur zunächst Musik im sonderpädagogischen Bereich mit dem Schwerpunkt auf Gehörlosenpädagogik und ergänzte dies mit einer künstlerischen Ausbildung an der Hochschule für Musik und Tanz Köln im Bereich Jazzgesang bei Anette von Eichel sowie Frank Gratkowski; weiter nahm sie Privatunterricht in New York bei Fay Victor und Theo Bleckmann.
2012 gründete Corman ihr Quartett emco, für das sie komponierte und textete. Die Konzentration lag in dieser Band in der Verbindung von zeitgenössischem Jazz, und freier Improvisation mit Lyrik sowie in der Erforschung der Geräuschhaftigkeit der Stimme. Ihr Debütalbum Schwanengesang erschien 2016 bei Ajazz.
Gemeinsam mit Thea Soti, mit der sie das Duo Monsters for Breakfast betreibt, kuratierte Corman 2015 und 2016 die von ihr initiierte Konzertreihe „Stimmungen“ im Kölner Loft, in der Stimme in Improvisation und Komposition erkundet wurde. Sie war zudem Mitglied des Komponistinnen-Kollektivs Sung Sound, das mit verschiedenen Bigbands zusammengearbeitet hat. 2016 hat sie für das Subway Jazz Orchestra komponiert. Im selben Jahr eröffnete sie mit dem Quartett von Janning Trumann das Festival „JazzBaltica“. Im Quintett Frida singt sie gemeinsam mit Sara Decker und Julia Ehninger.

## Diskographische Hinweise
- Monsters for Breakfast (2016, Creative Sources Recordings, mit Thea Soti & Salim Javaid)
- emco: Schwanenkampf (2016, Ajazz, mit Luis Reichard, Jonathan Hofmeister, Florian Herzog, Thomas Sauerborn)[3]
- Grundstein + het woudkoor Pouancé (2016, mit Stijn Demuynck, Raphael Malfliet, Leonhard Huhn, Thea Soti, Taisiya Chernishova, Maika Küster, Hanna Schörken, Lisa Müller)
- Monsters for Breakfast: Too Much to Carry (2020)
- Frida: Freedom of Flight (Jazzsick 2020, mit Sara Decker, Julia Ehninger, Conrad Noll, Jeroen Truyen)[4]